# Wilhelm Canaris

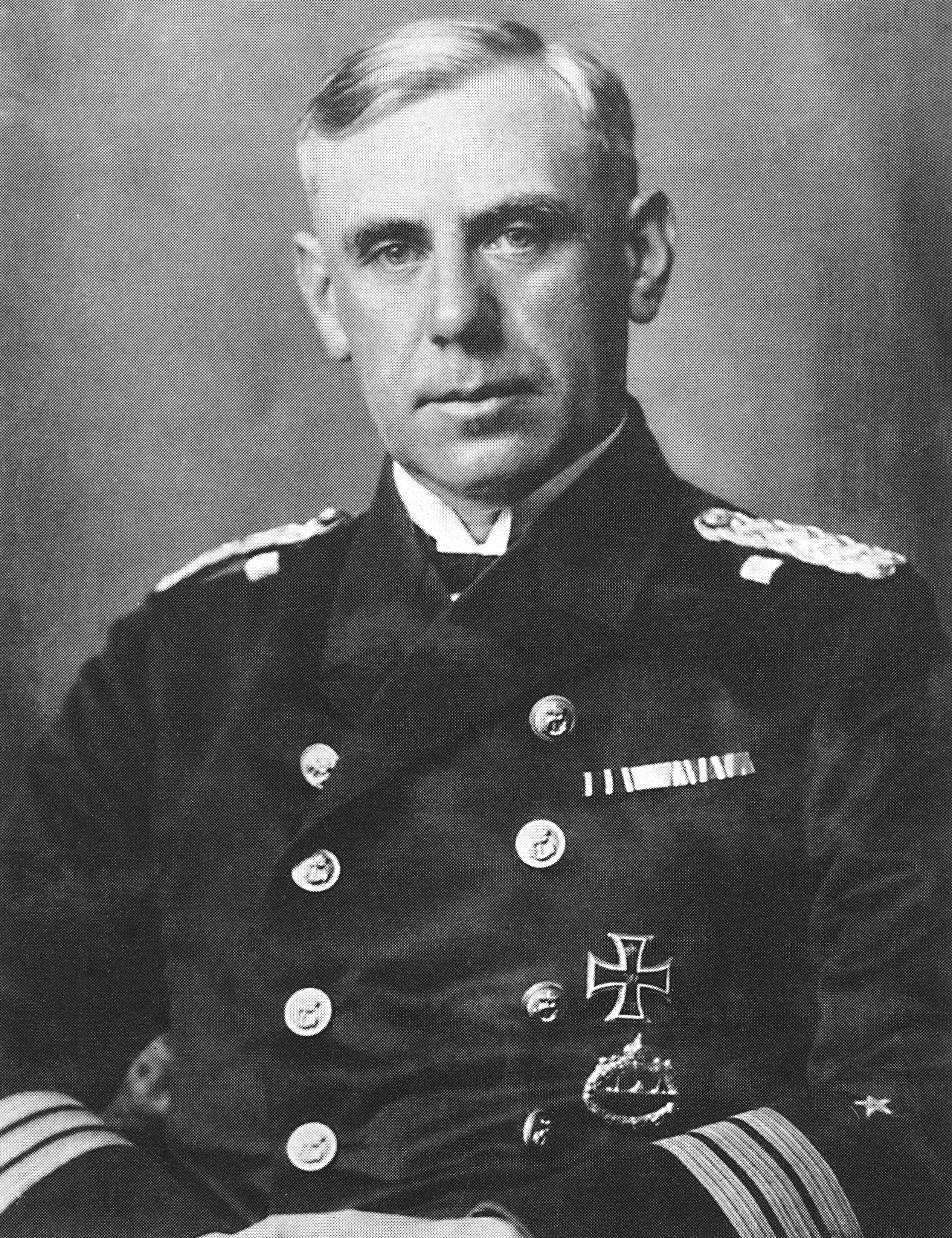
Wilhelm Canaris som korvettkapten.

Wilhelm Franz Canaris, född 1 januari 1887 i Aplerbeck i Dortmund, död 9 april 1945 i koncentrationslägret Flossenbürg, var en tysk amiral i tjänst för Tyskland och senare för Nazityskland. Han var från 1935 till 1944 chef för Abwehr, den tyska krigsmaktens underrättelsetjänst. Canaris hade även förgreningar i motståndsrörelsen där han aktivt motverkade Hitler i hemlighet.
Under första världskriget var Canaris bland annat u-båtsbefälhavare. Efter kriget var han aktiv i Freikorps i kampen mot bland andra kommunister. Canaris hade nära kontakt med de officerare som den 20 juli 1944 förövade ett attentat mot Adolf Hitler, men Canaris var inte direkt involverad i det. Gestapo grep honom och i april 1945 avrättades han för högförräderi.

## Biografi
Canaris växte upp i Duisburg och inledde sin militära bana i dåtidens kejserliga marin 1905. Under första världskriget tjänstgjorde Canaris 1914 på den tyska kryssaren SMS Dresden som efter ha undkommit vid sjöslaget mot den brittiska marinen utanför Falklandsöarna senare upptäcktes under ankar och sänktes vid Isla Robinson Crusoe. Besättningen hamnade i Chile där den internerades. Canaris lyckades dock fly i samband med en lång marsch över Anderna och återvände till Tyskland. Här fortsatte han under resten av kriget sin tjänst vid flottan, men var även spion i Spanien och USA.

### Första världskriget
Efter första kriget var Canaris med om att organisera frikårer. Under 1920-talet engagerades Canaris inom den tyska underrättelsetjänsten och upplevde på nära håll Weimarrepublikens sönderfall och Hitlers maktövertagande 1933. Hitler skickade Canaris till Spanien för att där föra samtal med general Franco under spanska inbördeskriget. Detta ledde inte bara till den tyska inblandningen i kriget på Francos sida utan även till en vänskap mellan Canaris och Franco.

### Chef för Abwehr
I januari 1935 tillträdde Canaris som chef för den militära underrättelsetjänsten Abwehr. Han kom snart att se naziregimens brott och blev tillsammans med andra inom ledningen för Abwehr motståndare till regimen. Hans dubbelliv som motståndsman och ledare för den tyska underrättelsetjänsten gjorde snart situationen ohållbar och han kom därvid i konflikt med Gestapo som infiltrerade Abwehr med medlemmar av SS och SD. Han var under ytan en aktiv och betydelsefull motståndare till Hitler och använde sig flitigt av flera avdelningar inom Abwehr för att vidarebefordra direktiv och för att värva nya militära medlemmar till motståndsrörelsen. Canaris avskedades den 11 februari 1944 då hela ansvaret för underrättelsetjänsten överfördes på SS-chefen Heinrich Himmler. Han överfördes till ledningen för överkommandots byrå för ekonomisk krigföring.

### Slutet
Tre dagar efter attentatet mot Adolf Hitler den 20 juli 1944 arresterades Canaris av Walter Schellenberg och kom att tillbringa sin sista tid i koncentrationslägret Flossenbürg i Bayern, där han tillsammans med Dietrich Bonhoeffer, Hans Oster, Carl Sack och Ludwig Gehre avrättades genom hängning den 9 april 1945. 
Tillsammans med sin medarbetare Hans von Dohnanyi räddade Canaris hundratals judar från en säker död.

### Efterföljande rättegång
Den 15 oktober 1955 dömdes SS-anklagaren Walther Huppenkothen och SS-domaren dr Otto Thorbeck till sju respektive fyra års tukthus för delaktighet i mordet av Canaris av rätten i Augsberg. "I domens premisser uttalas det att rätten anser det bevisat att ståndrättsprocessen mot Canarisgruppen var olaglig och tjänade endast till att utföra likvidation på order".

## Citat
| ”                              | Jag dör för mitt fosterland med rent samvete. Jag gjorde endast min plikt mot mitt fosterland då jag sökte opponera mig mot Hitlers brottsliga dårskap. | „ |
| – Wilhelm Canaris, april 1945. | |   |

## Befordringshistorik
Wilhelm Canaris befordringshistorik
- Sjökadett – 1 april 1905
- Fänrik – 7 april 1906
- Löjtnant – 28 september 1909
- Överlöjtnant – 29 augusti 1910
- Kaptenslöjtnant – 16 november 1915
- Korvettkapten – 1 januari 1924
- Fregattkapten – 1 juni 1929
- Kapten – 1 oktober 1931
- Konteramiral – 1 maj 1935
- Viceamiral – 1 april 1938
- Amiral – 1 januari 1940

## Utmärkelser
Wilhelm Canaris utmärkelser
Första världskriget
- Järnkorset av andra klassen
- Järnkorset av första klassen
- Orden des Brustbildes von Bolivar av femte klassen
- Militärförtjänstkorset av tredje klassen med krigsdekoration
- Gallipolistjärnan
- Ubåtskrigsutmärkelsen

Andra världskriget
- Tyska korset i silver: 11 november 1943
- Ärekorset
- Krigsminnesmedaljen med svärd
- Wehrmachts tjänsteutmärkelse av fjärde till första klassen
- Tilläggsspänne till Järnkorset av andra klassen
- Tilläggsspänne till Järnkorset av första klassen
- Krigsförtjänstkorset av andra klassen med svärd
- Krigsförtjänstkorset av första klassen med svärd
- Frihetskorsets orden av första klassen med stjärna och kraschan: 16 september 1941